# Parco nazionale Otishi
Il parco nazionale Otishi (in spagnolo:Parque Nacional Otishi) è un parco nazionale del Perù, nelle regioni di  Junín e Cusco. È stato istituito nel 2003 e occupa una superficie di 305.973,05 ha.